# Constantin Țapu
Constantin S. Țapu (n. 11 ianuarie 1935, Tecuci — d. 27 septembrie 1988, Fundulea) a fost un inginer agronom român, membru fondator și cercetător științific principal la Institutul de Cercetări pentru Cereale și Plante Tehnice Fundulea (ICCPT).

## Date biografice
Absolvent al Institutului Agronomic „Nicolae Bălcescu” din București, a lucrat din 1957 la nou-înființatul Institut de Cercetări pentru Cultura Porumbului și apoi la ICCPT Fundulea încă de la înființarea acestuia în 1962 și până la decesul prematur survenit în 1988[nefuncțională]
.
În anul 1964 a urmat un stagiu postuniversitar de specializare la Institut National de Recherches Agricoles de la Versailles, Franța.
A participat la crearea unor importante soiuri de grâu românești, precum Fundulea 29, Fundulea 4, Flamura 85 etc Arhivat în 16 aprilie 2013, la Archive.is.
A fost căsătorit cu Zoe Țapu.

## Soiuri de grâu brevetate
- Dacia 	(1971) 	T. Mureșan, A. Iazagi, N. Ceapoiu, N. Eustațiu, Clemența Miclea, C. Țapu, Zoe Țapu
- Excelsior 	(1971) 	T. Mureșan, A. Iazagi, N. Ceapoiu, N. Eustațiu, Clemența Miclea, C. Țapu, Zoe Țapu
- Iulia 	(1974) 	N. Ceapoiu, N. Eustațiu, C. Țapu, Zoe Țapu, G. Ittu, M. Ionescu-Cojocaru, Floare Negulescu, T. Mureșan, A. Iazagi, Elena Oproiu, C. Milică
- Ceres 	(1974) 	N. Ceapoiu, N. Eustațiu, C. Țapu, Zoe Țapu, G. Ittu, M. Ionescu-Cojocaru, Floare Negulescu, T. Mureșan, A. Iazagi, Elena Oproiu, C. Milică
- Ileana 	(1974) 	N. Ceapoiu, N. Eustațiu, C. Țapu, Zoe Țapu, G. Ittu, M. Ionescu-Cojocaru, Floare Negulescu, T. Mureșan, A. Iazagi, Elena Oproiu, C. Milică
- Diana 	(1976) 	N. Ceapoiu, N. Eustațiu, C. Țapu, Zoe Țapu, G. Ittu, M. Ionescu-Cojocaru, Floare Negulescu, T. Mureșan, A. Iazagi, Elena Oproiu, C. Milică
- Doina 	(1977) 	N. Ceapoiu, N. Eustațiu, C. Țapu, Zoe Țapu, G. Ittu, M. Ionescu-Cojocaru, Floare Negulescu
- Fundulea 29 	(1979) 	N. Ceapoiu, N.N. Săulescu, N. Eustațiu, C. Țapu, G. Ittu, Floare Negulescu, M. Ionescu-Cojocaru
- Flamura 80 	(1984) 	N. Ceapoiu, N.N. Săulescu, G. Ittu, C. Țapu, I. Hoffmann, R. Paraschivoiu, M. Ionescu-Cojocaru, Floare Negulescu
- Fundulea 133 	(1984) 	N. Ceapoiu, N.N. Săulescu, G. Ittu, C. Țapu, Floare Negulescu, M. Ionescu-Cojocaru
- Fundulea 4 	(1987) 	N.N. Săulescu, G. Ittu, C. Țapu, Floare Negulescu
- Flamura 85 	(1989) 	N.N. Săulescu, G. Ittu, C. Țapu, Floare Negulescu, M. Ionescu-Cojocaru, R. Paraschivoiu
- Rapid 	(1992) 	N.N. Saulescu, G. Ittu, C. Țapu, Mariana Ittu, Floare Negulescu